# Capdesaso
Capdesaso (en aragonès: Cabosaso) és un municipi aragonès a la comarca dels Monegres (província d'Osca). Al municipi hi ha l'església de Sant Joan Baptista (s. XVI), annexa a una antiga torre defensiva d'estil gòtic. Dins el seu terme municipal hi ha una petita llacuna d'origen càrstic, pròpia del paisatge dels Monegres, i un petit alzinar, "la Sarda", que recorda la proximitat del veí Somontano.

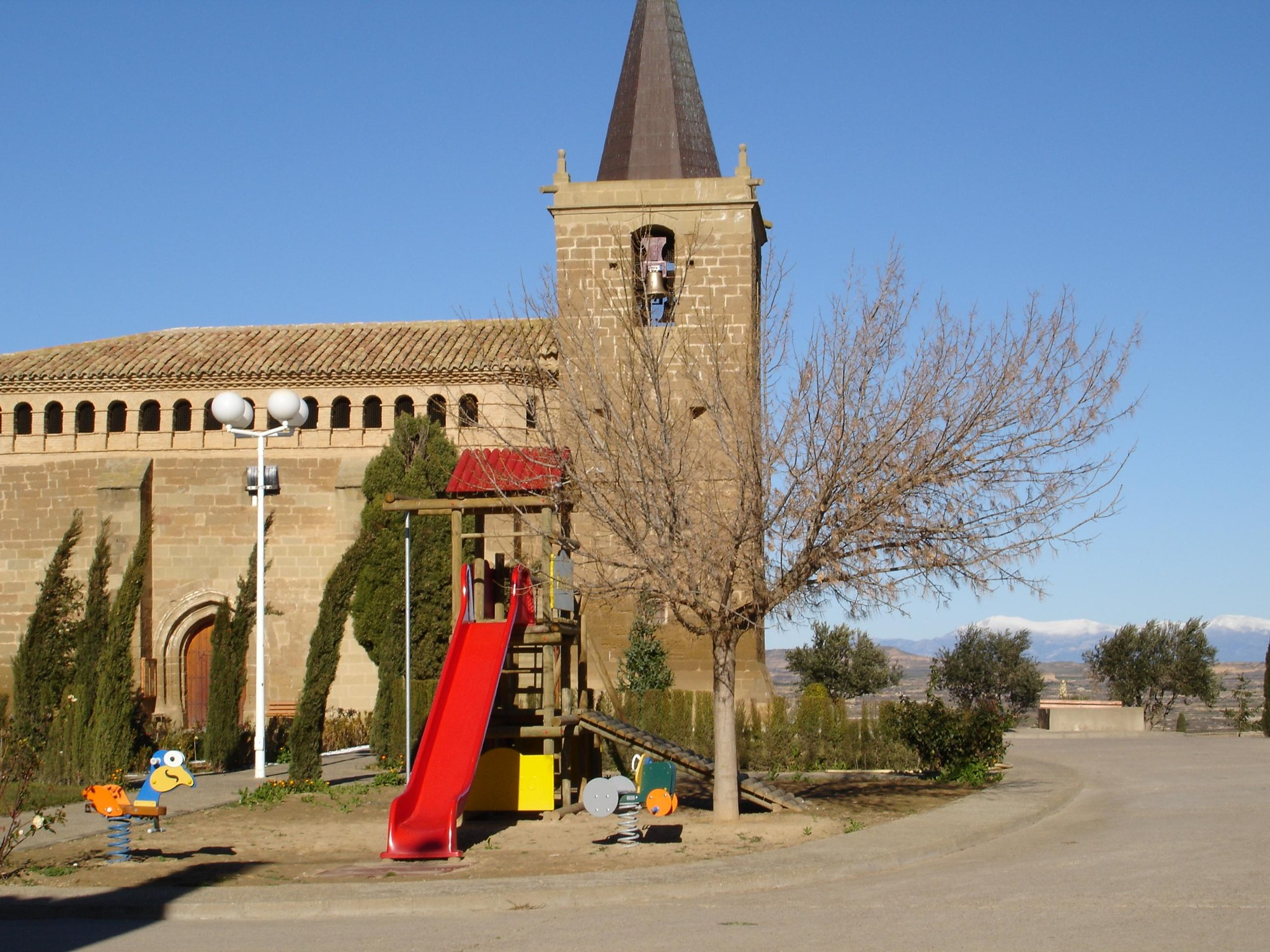
Plaça de l'Església de Sant Joan Baptista amb la Serra de Guara a l'horitzó

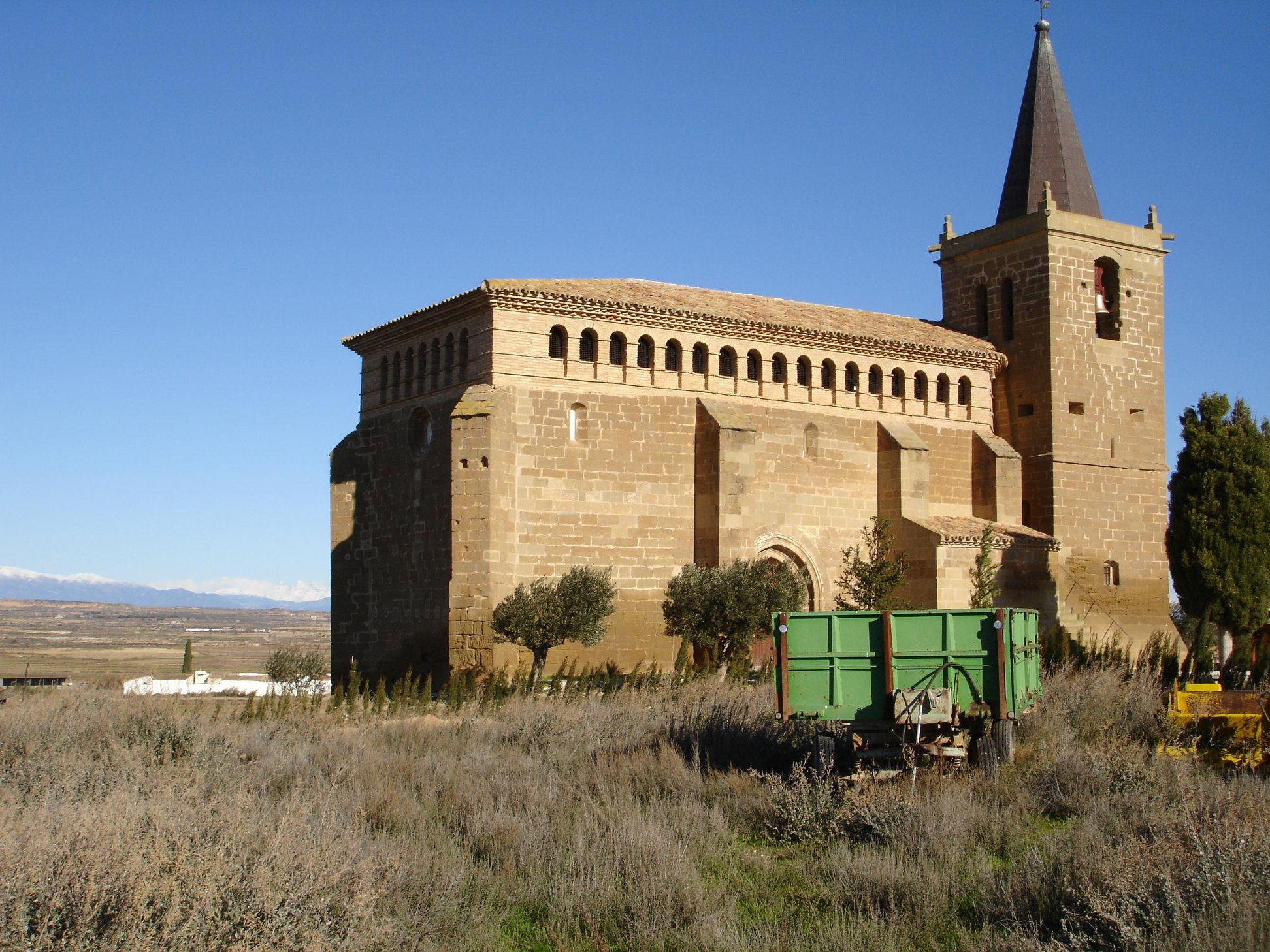
Església de Sant Joan Baptista de Capdesaso

## Personatges il·lustres
- Mariano Constante Campo